# Чернов, Олег Александрович
Олег Александрович Чернов (род. 6 мая 1969 года) — российский игрок в хоккей с мячом,

## Карьера
Начал играть в хоккей с мячом в Уральске в 1978 году (первый тренер — С. С. Рафиков). В высшей лиге начал играть в составе алма-атинского «Динамо» (1986—1993). Затем выступал в краснотурьинском «Маяке» — (1993-98, 2001-06) и СКА (Екатеринбург)-1998/99. Всего в чемпионатах СССР и России среди команд высшей лиги провел 439 игр и забил 430 мячей. В 1999—2001 защищал цвета норвежского клуба «Röa» (Осло) и стал сначала серебряным, а затем и бронзовым призёром первенства Норвегии.
В 1990 защищал цвета сборной СССР — 5 матчей , 9 голов.
В 1995 выступал в товарищеских матчах за сборную Россию — 2 игры. Выступал за сборную Казахстана на чемпионате мира 2001 (8 игр, 12 мячей).

## Достижения
Чемпион СССР — 1990 

 Бронзовый призёр чемпионата СНГ — 1992.
 Серебряный призёр чемпионата мира среди молодежных команд — 1992 

Лучший бомбардир чемпионата мира среди молодежных команд — 1992 (4 мяча).
 Бронзовый призёр Кубка европейских чемпионов — 1991.
 Серебряный призёр Спартакиады народов СССР — 1986.
 Серебряный призёр чемпионата России по мини-хоккею — 2004.
 Бронзовый призёр чемпионатов России по мини-хоккею — 2003.
Включался в список 22 лучших игроков сезона (5) — 1991, 1992, 1994, 1996, 1998.

## Тренерская карьера
В настоящее время директор ДЮСШ «Маяк» и главный тренер команды высшей лиги «Динамо-Маяк».